# Tipula (Lunatipula) mendli
Tipula (Lunatipula) mendli is een tweevleugelige uit de familie langpootmuggen (Tipulidae). De soort komt voor in het Palearctisch gebied.